# Tomasz Polak
Tomasz Polak, do 30 kwietnia 2008 Tomasz Węcławski (ur. 20 listopada 1952 w Poznaniu) – polski teolog specjalizujący się w teologii dogmatycznej i fundamentalnej, profesor zwyczajny Uniwersytetu im. Adama Mickiewicza w Poznaniu, były prezbiter katolicki, współtwórca Pracowni Pytań Granicznych UAM, tłumacz.

## Życiorys
Święcenia kapłańskie przyjął 24 maja 1979. 
W latach 1980–1983 odbył studia specjalistyczne z teologii fundamentalnej na Papieskim Uniwersytecie Gregoriańskim w Rzymie.
Od 1983 był wykładowcą teologii fundamentalnej w Papieskim Wydziale Teologicznym w Poznaniu. W latach 1989–1996 piastował funkcję rektora Arcybiskupiego Seminarium Duchownego w Poznaniu. W latach 1996–1998 był dziekanem Papieskiego Wydziału Teologicznego w Poznaniu, w latach 1998-2002 dziekanem i organizatorem Wydziału Teologicznego UAM, a w latach 1997-2002 członkiem Międzynarodowej Komisji Teologicznej w Rzymie. 4 listopada 1999 otrzymał tytuł profesora nauk teologicznych. W latach 2003–2006 był członkiem Komitetu Nauk Teologicznych Polskiej Akademii Nauk i prezydium Fundacji Guardiniego w Berlinie. W 2004 otrzymał Złoty Krzyż Zasługi „za wzorowe, wyjątkowo sumienne wykonywanie obowiązków wynikających z pracy zawodowej”.
Był członkiem Rady Nauki (do czerwca 2008 r.), organu opiniodawczo-doradczego Ministra Nauki i Szkolnictwa Wyższego. Jest współtwórcą Pracowni Pytań Granicznych Uniwersytetu im. Adama Mickiewicza. Przetłumaczył na język polski Ewangelię Marka, wydaną w 2000 jako Dobra nowina według św. Marka, udostępnioną przez autora w Internecie.
Jako jeden z nielicznych księży zdecydowanie mówił w 2002 o moralnej winie arcybiskupa Juliusza Paetza. Został za to ukarany naganą kanoniczną, podtrzymaną później przez Watykan.
W dniach 3-4 stycznia 2007 na prośbę Rzecznika Praw Obywatelskich Janusza Kochanowskiego wraz z red. Zbigniewem Nosowskim i prof. Andrzejem Paczkowskim pracował w składzie komisji mającej zbadać dokumenty zgromadzone w Instytucie Pamięci Narodowej w sprawie arcybiskupa Stanisława Wielgusa. Komisja jednoznacznie potwierdziła, że dokumenty świadczą o podpisaniu przez ks. Wielgusa deklaracji współpracy ze Służbą Bezpieczeństwa.
9 marca 2007 zostało opublikowane Oświadczenie dotyczące zamknięcia działalności kapłańskiej Tomasza Węcławskiego potwierdzające odejście ze stanu kapłańskiego, gdzie znalazły się słowa:

Po wieloletnim i gruntownym zastanowieniu doszedłem do przekonania, że z racji sumienia nie powinienem już w moim działaniu reprezentować instytucji i wspólnoty kościelnej. Zakończyłem i zamknąłem moją działalność kapłańską. Zamierzam działać publicznie wyłącznie na moją własną odpowiedzialność.

21 grudnia 2007 dokonał aktu apostazji z Kościoła katolickiego. Tym samym, zgodnie z Kodeksem prawa kanonicznego, na mocy samego prawa zaciągnął na siebie karę ekskomuniki, co podkreślili 23 stycznia 2008 przedstawiciele poznańskiej Kurii Metropolitalnej, w odpowiedzi na artykuł Artura Sporniaka o Tomaszu Węcławskim w „Tygodniku Powszechnym”.
Decyzja Tomasza Węcławskiego dała okazję do dyskusji o wykładanych przez niego poglądach dotyczących Jezusa historycznego i początków chrześcijaństwa, toczonej na łamach „Tygodnika Powszechnego”.
30 kwietnia 2008 ożenił się i przyjął nazwisko żony: Polak. Określa się jako ateista.

## Poglądy
W książce System kościelny Tomasz Polak uznał chrześcijaństwo za „fantazmat”, który powstał w wyniku traumy uczniów Jezusa po fakcie jego śmierci oraz ostatecznego fiaska zapowiadanego królestwa Bożego. Wówczas dokonało się wtórne „ubóstwienie” mistrza z Nazaretu, a w perspektywie czasu coraz wyraźniejsze odejście od pierwotnego impulsu jego nauczania (zanurzonego w realiach ówczesnego judaizmu) w stronę budowy systemu kościelnego. W efekcie konstruowania nowej doktryny religijnej doszło do radykalnej reinterpretacji postaci Jezusa, która odeszła od wymiaru historycznego w stronę „świadomości sfantazmowanej”.

## Krytyka
Poglądy Polaka poddał krytycznej analizie Grzegorz Strzelczyk. Zarzucił on poznańskiemu teologowi szereg słabo uzasadnionych „przed-sądów” oraz „niekonsekwencję” w punkcie wyjścia dalszych refleksji. Wpłynęły one na formułowane przez Polaka wnioski w następujący sposób:
1. Polak dopuszcza się daleko posuniętej psychologizacji pierwszych chrześcijan, która przekracza ramy naukowej rekonstrukcji, a staje się autorską „konstrukcją”[22].
2. Zdaniem Strzelczyka przedstawiona przez Polaka dynamika budowy systemu kościelnego znajduje podstawę przede wszystkim w domniemaniach dotyczących stanu psychicznego pierwszych świadków zmartwychwstania[22].
3. Błędnym byłoby przekonanie o tym, że pierwsi chrześcijanie dążyli do skonstruowania nowego systemu religijnego; analiza źródeł wskazuje raczej na kluczową rolę doświadczenia zwanego „paschalnym”, które było pierwsze i zasadnicze. Dopiero później doświadczenie to stopniowo rozwijano, racjonalizowano i włączano w obręb usystematyzowanej refleksji teologicznej w ramach rozprzestrzeniania się nowej wiary[22].
4. Źródło błędnych założeń Polaka tkwi, zdaniem Strzelczyka, jeszcze w publikacjach z okresu działalności w ramach Kościoła katolickiego. Opierały się one na koncepcji teologicznej, która pomija odrębność człowieka i Boga, a przez to także wyższość Boga w stosunku do człowieka; Polak miałby zawężać i ograniczać transcendencję do osobistego doświadczenia człowieka wewnątrz niego samego[22].
5. Tego rodzaju uwewnętrznienie transcendencji w pismach Węcławskiego z czasem doprowadziło do zrównania wiary religijnej z tzw. „fantazmatem”[22].

## Publikacje książkowe
- Obecność i spotkanie, Księgarnia św. Wojciecha, Poznań 1981.
- Zwischen Sprache und Schweigen. Eine Erörterung der theologischen Apophase im Gespräch mit Vladimir N. Lossky und Martin Heidegger, Pontificia Università Gregoriana, Roma 1983 (publikacja doktoratu; wyd. 2 Minerva-Fachserie Theologie, Minerva Publikation, München 1985).
- Elementy chrystologii, „Biblioteka Pomocy Naukowych”, PWT Poznań, 1988.
- Gdzie jest Bóg? Małe wprowadzenie do teologii dla tych, którzy nie boją się myśleć, Znak, Kraków 1992 (wyd. 2 Poznań 2002).
- Jezus. Bóg, któremu wierzymy, Księgarnia św. Wojciecha, Poznań 1993 (wyd. 2 Poznań 1996).
- Wspólny świat religii, „Biblioteka Filozofii Religii”, Znak, Kraków 1995.
- Rekolekcje z Karlem Čapkiem, W drodze, Poznań 1995 (wyd. czeskie Rekolekce s Karlem Čapkem Praha 1996).
- W teologii chodzi o Ciebie. Przewodnik po źródłach i skutkach teologicznej wyobraźni, „Teologia Żywa”, Znak, Kraków 1995.
- Chrystus naszej wiary, „Biblioteka Pomocy Naukowych”, PWT Poznań, 1995.
- Ewangelia dla dzieci (wybór i tłumaczenie), Kraków 1997 (wyd. 2 poprawione Kraków 2006).
- Sieć: powieść dla początkujących teologów i dla wszystkich, którzy chcieliby wiedzieć, czym tacy się zajmują (podręcznik teologii fundamentalnej w formie zbeletryzowanej), Znak, Kraków 1997.[23]
- Abba. Wobec Boga Ojca, Kraków 1999.
- Wielkie kryzysy tradycji chrześcijańskiej, Poznań 1999.
- Sententia consonans eucharistiae. Zarys fundamentalnej teologii zorientowanej ku Eucharystii, Poznań 1999.
- Tryptyk o pontyfikacie Jana Pawła II, opracowała i wstępem poprzedziła Mieczysława Makarowicz, Poznań 1999, współautor z: Janem Górą i Pawłem Mielcarkiem.
- Dobra nowina według św. Marka, przekład z języka greckiego i wprowadzenie – objaśnienie ks. Tomasz Węcławski, Poznań 1999 (wyd. 2 Poznań 2004).
- Pytanie o ducha XXI stulecia, Wydaw. Nauk. UAM, Poznań 2002.
- Królowanie Boga. Dwa objaśnienia wyznania wiary Kościoła, Poznań 2003 (wyd. 2 Poznań 2004).
- Powiedzcie prawdę, Wydawnictwo Znak, Kraków 2003.
- Pokochać własne życie, W drodze, Poznań 2004.
- Praeceptores. Teologia i teologowie języka niemieckiego (antologia); wybór, redakcja i komentarz Eligiusz Piotrowski i Tomasz Węcławski, „Poznańska Biblioteka Niemiecka”, Wydawnictwo Poznańskie, Poznań 2005 (wyd. 2 Poznań 2007).
- Królowanie Boga. Jeszcze trzy objaśnienia wyznania wiary Kościoła, Wydawnictwo Poznańskie, Poznań 2005.
- Pascha Jezusa (współpraca: Wojciech Bonowicz, Michał Okoński), Wydawnictwo Znak, Kraków 2006.
- System kościelny, czyli przewagi pana K., Wydawnictwo Nauk Społecznych i Humanistycznych UAM, Poznań 2020.